# Les larmes coulaient
Pour plus de détails, voir Fiche technique et Distribution.
Les larmes coulaient (Слёзы капали) est un film soviétique  réalisé par Gueorgui Danielia, sorti en 1982,.

## Fiche technique
- Photographie : Youri Klimenko
- Musique : Gia Kantcheli
- Décors : Alexandre Boïm, Alexandre Makarov, Svetlana Louzanova
- Montage : Tatiana Egorytcheva

## Distribution
- Evgueni Leonov : Pavel Vasine
- Iya Savvina : Irina, la femme de Vasine
- Nina Grebechkova : Zinaïda Galkina, collègue de Vasine
- Aleksandra Iakovleva : Lucia, la belle-fille de Vasine
- Borislav Brondukov : Fédor, alcoolique
- Boris Andreïev : Nikolaï Vanitchkine, le père de Fedor
- Olga Machnaïa ; Natalia Soloviova, collègue de Vasine
- Lev Perfilov : propriétaire de piano
- Piotr Chtcherbakov : Professeur Skliansky, psychiatre
- Nina Rouslanova : Dina, amie des Vasine
- Iya Ninidze : fille médiévale
- Nikolaï Parfionov : Kouziakine, collègue de Vasine
- Raïssa Kourkina : président d'assemblée
- Gueorgui Danielia : passager dans le tram